# Bayley Sironen
Pour les articles homonymes, voir Sironen.

a Compétitions nationales et continentales officielles uniquement.

Bayley Sironen, né le 23 décembre 1996 à Sydney (Australie), est un joueur de rugby à XIII australien polyvalent occupant principalement les postes de deuxième ligne, de troisième ligne ou de demi d'ouverture dans les années 2010 et 2020.
Fils de l'international australien Paul Sironen, Bayley Sironen pratique toute son enfance le rugby à XIII. Sélectionné en équipe d'Australie scolaire, il se forme au sein du club des Wests Tigers avec lequel il fait ses débuts en National Rugby League en 2017. Non titulaire, il rejoint les South Sydney Rabbitohs pour deux saisons en 2019 puis devient incontournable en partant pour New Zealand Warriors en 2021. Après trois saisons en Nouvelle-Zélande, il choisit alors de signer pour le club français des Dragons Catalans en 2024 pour disputer la Super League.

## Palmarès

### Détails

#### En club
| Saison | Club                   | Compétition           | Matchs | Points | Essais | Buts | Drop |
| ------ | ---------------------- | --------------------- | ------ | ------ | ------ | ---- | ---- |
| 2017   | Wests Tigers           | National Rugby League | 2      | 2-     | -      | -    | -    |
| 2019   | South Sydney Rabbitohs | National Rugby League | 3      | -      | -      | -    | -    |
| 2020   | South Sydney Rabbitohs | National Rugby League | 19     | 8      | 2      | -    | -    |
| 2021   | New Zealand Warriors   | National Rugby League | 19     | 8      | 2      | -    | -    |
| 2022   | New Zealand Warriors   | National Rugby League | 13     | -      | -      | -    | -    |
| 2023   | New Zealand Warriors   | National Rugby League | 24     | 8      | 2      | -    | -    |
| 2024   | Dragons Catalans       | Super League          | -      | -      | -      | -    | -    |